# Гай Октавий Ленат
Гай Окта́вий Лена́т (лат. Gaius Octavius Laenas; родился, по одной из версий, не позже 9 года до н. э., Маррувий, Римская империя — умер после 38 года) — древнеримский политический деятель из плебейского рода Октавиев Ленатов, консул-суффект 33 года.

## Биография
На основании одной, обнаруженной в Маррувии, надписи крупный британский антиковед Р. Сайм выдвинул гипотезу, что Октавий Ленат вполне мог быть уроженцем тех мест. 
В историографии предполагается, что Октавий Ленат мог войти в состав сената ещё при императоре Августе (между 27 годом до н. э. и 14 годом н. э.). В 33 году, предположительно, в возрасте не менее 42-х лет, он занимал должность консула-суффекта; его коллегой по должности стал Луций Сальвий Отон. В 34—38 годах Ленат находился на посту куратора акведуков Рима (curator aquarum).
Его сын Октавий Ленат был женат на дочери Гая Рубеллия Бланда и правнучке императора Тиберия, Рубеллии Бассе. Таким образом, ординарный консул 131 года Сергий Октавий Ленат Понтиан, вероятно, является его правнуком. Дочь Лената, Сергия Плавтилла, была матерью императора Нервы.